# Кобеляцький район
Кобеля́цький райо́н — колишня адміністративна одиниця Полтавської області України. Площа району становить — 1 823 км², на якій проживає — 54 144 особи. Густота населення становить — 29,7 осіб/км². Адміністративний центр — місто Кобеляки.

## Географічне положення
Кобеляцький район розташований на півдні Полтавської області України.
Із ним межують:
- Новосанжарський район (Полтавська область)
- Решетилівський район (Полтавська область)
- Козельщинський район (Полтавська область)
- Кременчуцький район (Полтавська область)
- Онуфріївський район (Кіровоградська область)
- Верхньодніпровський район (Дніпропетровська область)
- Петриківський район (Дніпропетровська область)
- Царичанський район (Дніпропетровська область)

Районом протікають річки:
- Ворскла
- Оріль
- Великий Кобелячок
- Кобелячок
- Малий Кобелячок
- Вовча
- Кустолове
- Вісьмачка
- Кам'янське водосховище

## Історія
Кобеляцький район утворений 7 березня 1923 року. З 1 лютого 1932 по вересень 1937 року був у складі Харківської області, а з 1937 — Полтавської.

## Демографія
По даних перепису України за 2001 рік населення району становить 54 144 чоловік, у тому числі міське —  17 754 особи, сільське — 36 390 осіб.
Розподіл населення за віком та статтю (2001):
| Стать | Всього | До 15 років | 15-24 | 25-44 | 45-64 | 65-85 | Понад 85 |
| --- | ------ | ----------- | ----- | ----- | ----- | ----- | -------- |
| Чоловіки | 24 631 | 4803        | 3077  | 7323  | 6093  | 3186  | 149      |
| Жінки | 29 489 | 4719        | 2896  | 7487  | 7436  | 6182  | 769      |
| \| Статево-вікова піраміда \| Статево-вікова піраміда \| Статево-вікова піраміда \| \| ----------------------- \| ----------------------- \| ----------------------- \| \| Чоловіки \| Вік \| Жінки \| \| 149 \| 85 + \| 769 \| \| 267 \| 80-84 \| 906 \| \| 634 \| 75-79 \| 1691 \| \| 1147 \| 70-74 \| 2008 \| \| 1138 \| 65-69 \| 1577 \| \| 2090 \| 60-64 \| 2828 \| \| 1020 \| 55-59 \| 1353 \| \| 1444 \| 50-54 \| 1603 \| \| 1539 \| 45-49 \| 1652 \| \| 1906 \| 40-44 \| 1961 \| \| 1980 \| 35-39 \| 1978 \| \| 1787 \| 30-34 \| 1822 \| \| 1650 \| 25-29 \| 1726 \| \| 1419 \| 20-24 \| 1436 \| \| 1658 \| 15-20 \| 1460 \| \| 2068 \| 10-14 \| 2018 \| \| 1592 \| 5-9 \| 1569 \| \| 1143 \| 0-4 \| 1132 \| |        |             |       |       |       |       |          |
| Статево-вікова піраміда |        |             |       |       |       |       |          |
| Чоловіки | Вік    | Жінки       |       |       |       |       |          |
| 149 | 85 +   | 769         |       |       |       |       |          |
| 267 | 80-84  | 906         |       |       |       |       |          |
| 634 | 75-79  | 1691        |       |       |       |       |          |
| 1147 | 70-74  | 2008        |       |       |       |       |          |
| 1138 | 65-69  | 1577        |       |       |       |       |          |
| 2090 | 60-64  | 2828        |       |       |       |       |          |
| 1020 | 55-59  | 1353        |       |       |       |       |          |
| 1444 | 50-54  | 1603        |       |       |       |       |          |
| 1539 | 45-49  | 1652        |       |       |       |       |          |
| 1906 | 40-44  | 1961        |       |       |       |       |          |
| 1980 | 35-39  | 1978        |       |       |       |       |          |
| 1787 | 30-34  | 1822        |       |       |       |       |          |
| 1650 | 25-29  | 1726        |       |       |       |       |          |
| 1419 | 20-24  | 1436        |       |       |       |       |          |
| 1658 | 15-20  | 1460        |       |       |       |       |          |
| 2068 | 10-14  | 2018        |       |       |       |       |          |
| 1592 | 5-9    | 1569        |       |       |       |       |          |
| 1143 | 0-4    | 1132        |       |       |       |       |          |

Національний склад населення за даними перепису 2001 року:
| Національність | Кількість осіб | Відсоток |
| -------------- | -------------- | -------- |
| українці       | 51480          | 95,08 %  |
| росіяни        | 1927           | 3,56 %   |
| білоруси       | 138            | 0,25 %   |
| молдовани      | 127            | 0,23 %   |
| вірмени        | 92             | 0,17 %   |
| інші           | 380            | 0,70 %   |

Мовний склад населення за даними перепису 2001 року:
| Мова            | Кількість осіб | Відсоток |
| --------------- | -------------- | -------- |
| українська      | 51962          | 95,37 %  |
| російська       | 1787           | 3,30 %   |
| азербайджанська | 69             | 0,13 %   |
| молдовська      | 67             | 0,12 %   |
| вірменська      | 61             | 0,11 %   |
| інші            | 198            | 0,37 %   |

## Адміністративний поділ
До складу району входять: 1 (одне) місто, 1 (одне) селище міського типу, та 99 сільських населених пунктів. Район складається з 1 міської, 1 селищної і 26 сільських рад.

## Транспорт
Територією району проходить автошлях E584.

## Сільське господарство
| Найменування колгоспу, радгоспу | Найменування населеного пункту, де знаходится господарський центр | Найменування сільради           |
| ------------------------------- | ----------------------------------------------------------------- | ------------------------------- |
| Колгоспи:                       |                                                                   |                                 |
| імені Леніна                    | с.Іванівка                                                        | Іванівська сільська             |
| імені Димитрова                 | с.Павлівка                                                        | Бродщинська сільська            |
| Дніпро                          | с.Солошине                                                        | Григоро-Бригадирівська сільська |
| Дружба                          | с.Криничне                                                        | Комендантівська сільська        |
| імені Жданова                   | с.Бережнівка                                                      | Бутенківська сільська           |
| Іскра                           | с.Озера                                                           | Озернянська сільська            |
| імені Калініна                  | с.Дашківка                                                        | Дашківська сільська             |
| імені Котовського               | с.Світлогірське                                                   | Світлогірська сільська          |
| Ленінська правда                | с.Вільхуватка                                                     | Вільхуватська сільська          |
| імені Мате Залки                | смт.Білики                                                        | Білицька селишна                |
| Маяк Комунізму                  | с.Орлик                                                           | Орлицька сільська               |
| Перемога                        | с.Красне                                                          | Красненська сільська            |
| імені Петровського              | с.Василівка                                                       | Василівська сільська            |
| Прапор Комунізму                | с.Підгора                                                         | Золотарівська сільська          |
| Росія                           | с.Комендантівка                                                   | Комендантівська сільська        |
| імені Свердлова                 | с.Бутенки                                                         | Бутенківська сільська           |
| Україна                         | с.Дрижина Гребля                                                  | Марківська сільська             |
| імені Чапаєва                   | с.Чорбівка                                                        | Чорбівська сільська             |
| імені Чкалова                   | с.Кірове                                                          | Кіровська сільська              |
| Маяк - рибколгосп               | с.Світлогірське                                                   | Світлогірська сільська          |
| Радгоспи:                       |                                                                   |                                 |
| імені Луценка                   | с.Свічкареве                                                      | Марківська сільська             |
| Перебудова                      | с.Деменки                                                         | Вільхуватська сільська          |
| Передовик                       | с.Шенгури                                                         | Шенгурівська сільська           |
| Сокільський                     | с.Лучки                                                           | Шенгурівська сільська           |

## ЗМІ
- «Тижневик ЕХО» — кобеляцька міжрайонна україно- та російськомовна суспільно-політична газета, виходить з липня 2003 року
- «Колос» - районна суспільно-політична газета, виходить з лютого 1919 року

## Пам'ятки
- Пам'ятки монументального мистецтва Кобеляцького району
- Пам'ятки історії Кобеляцького району

## Політика
25 травня 2014 року відбулися Президентські вибори України. У межах Кобеляцького району була створена 61 виборча дільниця. Явка на виборах складала — 63,92 % (проголосували 23 815 із 37 257 виборців). Найбільшу кількість голосів отримав Петро Порошенко — 54,75 % (13 039 виборців); Юлія Тимошенко — 15,66 % (3 729 виборців), Олег Ляшко — 11,29 % (2 689 виборців), Анатолій Гриценко — 4,48 % (1 066 виборців), Сергій Тігіпко — 4,11 % (978 виборців). Решта кандидатів набрали меншу кількість голосів. Кількість недійсних або зіпсованих бюлетенів — 1,15 %.